# بیمارستان و دانشکده پزشکی داکا
بیمارستان و دانشکده پزشکی داکا (DMCH) یک بیمارستان و دانشکده پزشکی دولتی است که در داکا، بنگلادش واقع شده است. این کالج که در سال ۱۹۴۶ تأسیس شد دارای یک دانشکده پزشکی و همچنین یک بیمارستان ارجاع سطح سوم (Tertiary referral hospital) در محوطه خود است.

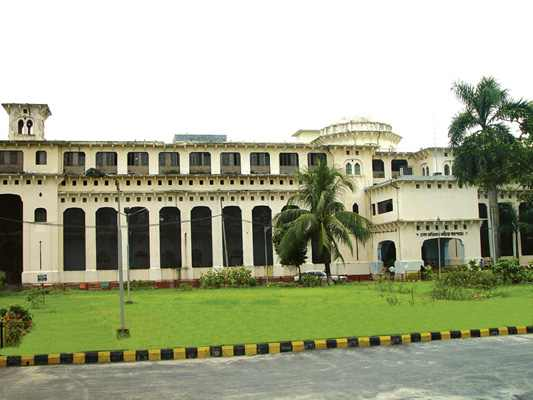
ساختمان بیمارستان